# Dreams (SIAM SHADEの曲)
「Dreams」（ドリームス）は、SIAM SHADEの8枚目のシングル。1998年8月5日にリリース。

## 解説
フジテレビ『プロ野球ニュース』のメインテーマ曲（1998年4月～9月）。
PVは、表題曲をレコーディングしている映像が使われている。
テレビ朝日系音楽番組『ミュージックステーション』で披露された。
2002年3月10日に日本武道館で行われた解散ライブで、カップリング曲「D.Z.I.」が最後に披露された。
両曲ともベストアルバム『SIAM SHADE XI COMPLETE BEST 〜HEART OF ROCK〜』の収録曲を決めるファン投票で、「Dreams」が17位、「D.Z.I.」が21位を記録した。
2007年11月14日に、12cmCDとして再発された。
累計売上枚数は、約16.5万枚。

## 収録曲
全作詞・作曲：SIAM SHADE。
1. Dreams [3:50]
作詞:栄喜、原曲:DAITA
2. D.Z.I. [3:21]
3. Dreams (Backing Track) [3:51]

## 収録アルバム
| 曲名   | アルバム                                          | 発売日         | 備考                           |
| ------ | ------------------------------------------------- | -------------- | ------------------------------ |
| Dreams | 『SIAM SHADE V』                                  | 1998年12月2日  | メジャー4thオリジナルアルバム  |
| Dreams | 『SIAM SHADE IX A-side Collection』               | 2002年3月6日   | ベストアルバム                 |
| Dreams | 『SIAM SHADE X 〜THE PERFECT COLLECTION〜』       | 2002年11月27日 | ボックス・セット               |
| Dreams | 『SIAM SHADE XI COMPLETE BEST 〜HEART OF ROCK〜』 | 2007年9月26日  | ファン投票によるベストアルバム |
| Dreams | 『SIAM SHADE XII 〜The Best Live Collection〜』   | 2010年10月27日 | ライブベストアルバム           |
| D.Z.I. | 『SIAM SHADE VIII B-side Collection』             | 2002年1月30日  | ベストアルバム                 |
| D.Z.I. | 『SIAM SHADE X 〜THE PERFECT COLLECTION〜』       | 2002年11月27日 | ボックス・セット               |
| D.Z.I. | 『SIAM SHADE XI COMPLETE BEST 〜HEART OF ROCK〜』 | 2007年9月26日  | ファン投票によるベストアルバム |
| D.Z.I. | 『SIAM SHADE XII 〜The Best Live Collection〜』   | 2010年10月27日 | ライブベストアルバム           |